# Dead Like Me: Life After Death
A Dead Like Me: Life After Death 2009-ben bemutatott amerikai videófilm Stephen Herek rendezésében. A film alapjául a 2003-ban indult Haláli hullák című televíziós sorozat szolgált. A főbb szerepekben Ellen Muth, Callum Blue, Sarah Wynter, Jasmine Guy és Britt McKillip látható.
Az Amerikai Egyesült Államokban 2009. február 17-én mutatták be.

## Cselekmény
A kaszások csapatának – akiknek az a feladatuk, hogy haláluk előtt kiszabadítsák a lelket a testekből – megszokott találkozóhelye, a Gofriház leég, és korábbi vezetőjük, Rube eltűnik. Új főnököt kapnak Cameron Kane személyében, aki üzletemberként halt meg, amikor 2001. szeptember 11-én kizuhant a Világkereskedelmi Központ épületéből. Új csapatát felszereli PDA-kal és luxuskörülmények között tartja őket, arra tanítja őket, hogy azt csinálnak, amit akarnak. Mindezek azonban arra vezetnek, hogy a csapat tagjai a szokásostól eltérő módon kezdenek viselkedni. Roxy meg akarja menteni a halottakat, Mason kihasználja halhatatlanságát a pénzszerzés érdekében, Daisy egy lelket hagy elsétálni, ahelyett, hogy megmutatná neki a saját fényét, és minden tekintetben csak a saját javuk érdekében cselekszenek.
Georgia "George" Lasst kirúgják a Happy Time-tól, amiért egy késett jelentés miatt kiabált egy alkalmazottal, aki kilép a zaklatás miatt. George végül felfedi kilétét húga, Reggie előtt, aki azt képzeli magáról, hogy megőrült. George segít Reggie-nek, hogy felkészüljön barátja halálára, és végül meggyőzi a húgát, hogy ne akarjon öngyilkos lenni.
Társai összeütközésbe kerülnek Kane-nel, majd azon kezdik törni fejüket, hogyan tudnának megszabadulni főnöküktől. Próbálják lelőni, vízbe fojtani, majd földarabolni és elégetni, majd hamvait fellőni az űrbe George munkahelyi főnökének, Delorisnak elhunyt macskájának hamvaival együtt. A kilövésnél Deloris elmondja George-nak, hogy az alkalmazott, aki zaklatással vádolta a lányt, korábbi állásaiban is elkövette ugyanezt, ezért Deloris visszaveszi George-ot munkahelyére.
A kaszások elsétálnak a kilövés helyszínéről azon gondolkodva, ki lesz majd az új főnökük. A film zárójelenetében George-ra post-it eső esik az égből (előző főnökük, Rube, mindig post-it cédulákra írta fel a következő halottak neveit, haláluk időpontját). Ezzel George lett kiválasztva új főnöknek.

## Szereplők
- Ellen Muth – Georgia Lass
- Callum Blue – Mason
- Sarah Wynter – Daisy Adair
- Jasmine Guy – Roxy Harvey
- Britt McKillip – Reggie Lass
- Shenae Grimes –  Jennifer Hardick
- Christine Willes – Delores Herbig
- Cynthia Stevenson – Joy Lass
- Henry Ian Cusick – Cameron Kane

## Bemutató
A film bemutatóját 2008 júliusára tervezték, végül 2009. február 17-én jelent meg. A kanadai Super Channel televíziós csatornán 2009. január 16-án mutatták be.
A filmben ismét felhangzik Métisse a Haláli hullák sorozatban is hallható Boom Boom Bá című betétdala.